# Orden de Olga
La Orden de Olga (en alemán: Olga-Orden) era una orden de caballería para mujeres del Reino de Wurtemberg. Fue creada por Carlos I, Rey de Wurtemberg, el 27 de junio de 1871, para honrar a su reina consorte Olga Nikolaevna de Rusia. Su propósito principal era honrar a las mujeres que cuidaban a los soldados heridos en la guerra franco-prusiana de 1870-1871. Si bien se le confirió a unos pocos hombres, se mantuvo en gran medida como una orden de mujeres.
La insignia era una cruz de plata con el monograma entrelazado del Rey Carlos (Karl) y la Reina Olga en el anverso y los años 1870-71 en el reverso. Este emblema fue suspendido de una cinta roja y negra. Los hombres, incluido el rey, lo usaron del ojal de su abrigo o como una medalla militar, mientras que las damas lo usaron suspendido formando un gran lazo en su pecho izquierdo.
En 1889 se creó una medalla muy similar a la de la Orden, con el nombre de "Medalla de Carlos y Olga" para recompensar los servicios de los miembros de la Cruz Roja Internacional. Esta condecoración, por cierto, también se dio principalmente a las mujeres, pero no era parte de la Orden de Olga.

## Imágenes

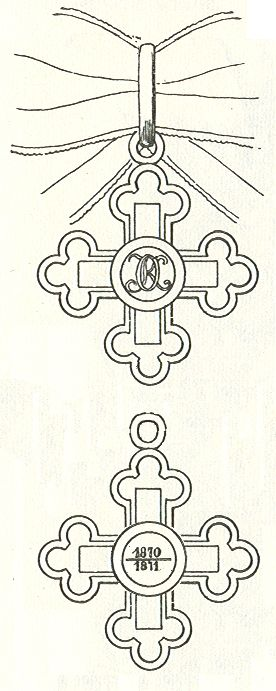
Insignia de la Orden de Olga
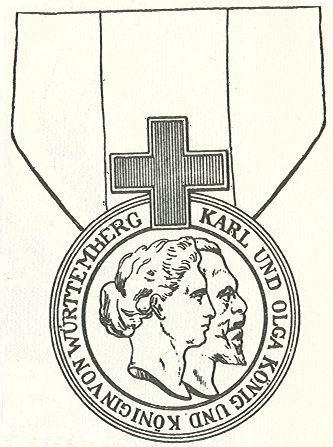
Medalla Carlos y Olga